# Kušva
Kušva è una città della Russia siberiana estremo occidentale (Oblast' di Sverdlovsk), situata sul versante orientale degli Urali centrali sulle sponde del fiume omonimo, 96 km a nord del capoluogo Ekaterinburg. Dal punto di vista amministrativo, dipende direttamente dalla oblast'.

## Monumenti

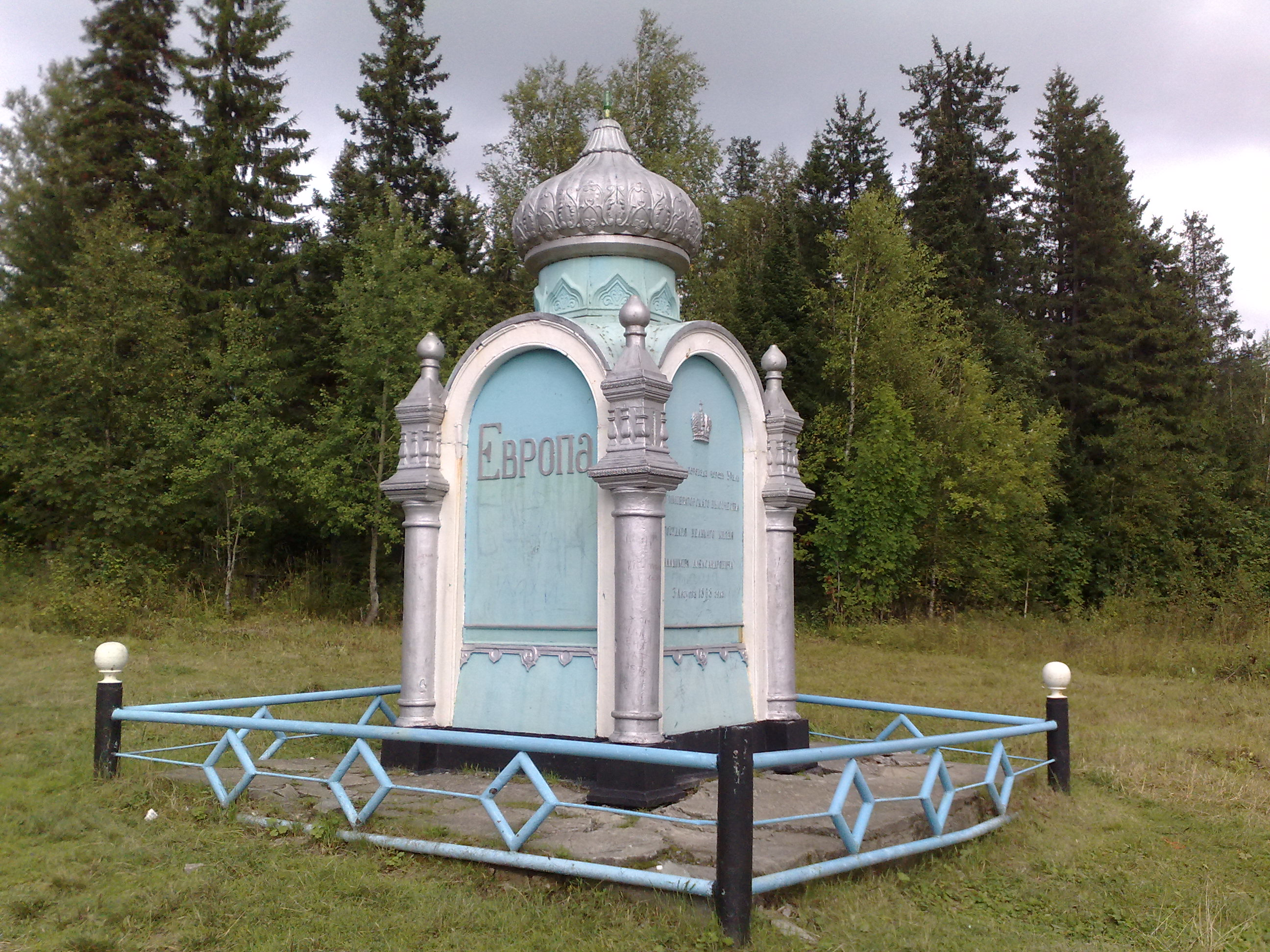
Monte Kedrovka, monumento che segnala il confine tra Europa e Asia

Nei dintorni di Kušva, sul Monte Kedrovka, si trova un monumento che segnala il confine tra Europa e Asia, installato nel 1868 su iniziativa e a spese dei minatori delle miniere d'oro degli Urali.
Il monumento è realizzato in ghisa, a forma di cappella. Originariamente era sormontato da una cupola dorata e sulla guglia c'era un'aquila bicipite. L'iscrizione su uno dei lati dice: "In memoria dell'attraversamento degli Urali da parte di Sua Altezza Imperiale il Sovrano Granduca Vladimir Aleksandrovič il 3 agosto 1868".
Durante la guerra civile (1917-1922), l'obelisco fu gravemente danneggiato; negli anni '70 del Novecento fu restaurato. L'obelisco si trova sulla strada Kušva-Serebrjanka, a quattro chilometri dal villaggio di Kedrovka.

## Società

### Evoluzione demografica
Fonte: mojgorod.ru
- 1897: 1 300
- 1926: 14 200
- 1959: 46 100
- 1979: 43 300
- 1989: 43 100
- 2007: 33 600